# Anoba turlini
Anoba turlini là một loài bướm đêm trong họ Erebidae.